# 萨穆伊尔·马尔夏克
萨穆伊尔·雅科夫列维奇·马尔夏克（俄语：Самуи́л Я́ковлевич Марша́к，1887年10月22日（11月3日）—1964年7月4日）是苏联的诗人、剧作家、翻译家、编辑，他创作了许多儿童作品，被誉为“苏联儿童文学的奠基人”。其弟米·伊林是科普作家，知名作品为《十万个为什么》。

## 作品
- 《十二个月》
- 《怕苦难见幸福来》
- 《动物园里的娃娃们》
- 《桌子从哪儿来》
- 《一封环游世界的信》
- 《小狗坐火车》
- 《聪明耗子的故事》
- 《破坏大王》
- 《小房子》
- 《年青的巨人》
- 《笨耗子的故事》
- 《捡了个烟斗的熊》
- 《三幅画像》（年）
- 《没有实现的心愿》
- 《什么叫做好，什么叫做不好？》